# کاروانسرای مشهد میقان
کاروانسرای مشهد میقان مربوط به دوره صفوی است و در شهرستان اراک، بخش مرکزی، روستای مشهد میغان واقع شده و این اثر در تاریخ ۲۳ مرداد ۱۳۷۸ با شمارهٔ ثبت ۲۳۸۰ به‌عنوان یکی از آثار ملی ایران به ثبت رسیده است.